# Mehdi Zana
Mehdi Zana, född 20 december 1940 i Silvan i Turkiet, är en politisk aktivist från norra Kurdistan som bl.a. avtjänat 16 år i turkiskt fängelse, gift med Leyla Zana som p.g.a. sin kamp för kurder fängslades i 10 år; åtalet handlade kom att hon talade kurdiska i turkiska parlamentet.
Mehdi bodde tidigare i Midsommarkransen i Stockholm.